# 성동초등학교 (충남)
성동초등학교는 대한민국 충청남도 논산시 성동면 삼산리에 있는 공립 초등학교이다.

## 학교 연혁
| 1935년 | 6월 11일 | 성동공립보통학교(4년제) 개교       |
| 1938년 | 4월 1일  | 성동공립심상소학교로 개칭          |
| 1939년 | 4월 1일  | 6년제로 개편                       |
| 1941년 | 4월 1일  | 성동공립국민학교로 개칭            |
| 1981년 | 3월 1일  | 병설유치원 설립인가                |
| 1991년 | 3월 1일  | 7학급 인가                         |
| 1996년 | 3월 1일  | 성동초등학교로 개칭                |
| 2011년 | 3월 1일  | 성광초등학교 통합                  |
| 2016년 | 2월 5일  | 제79회 졸업식(9명 졸업, 총6989명)  |
| 2016년 | 3월 1일  | 초등 7학급, 유치원 1학급 편성      |
| 2017년 | 2월 10일 | 제80회 졸업식(12명 졸업, 총7001명) |
| 2017년 | 3월 1일  | 초등7학급, 유치원 1학급 편성       |

## 참고 자료
- 성동초등학교 - 한국교육학술정보원 학교알리미